# Hypocreopsis rhododendri
Hypocreopsis rhododendri (englisch hazel gloves) ist eine Pilzart aus der Familie der Krustenkugelpilzverwandten.

## Beschreibung
Der englische Trivialname hazel gloves ist auf die Ähnlichkeit seiner orange-braunen, strahlenförmigen Lappen mit einem Gummi-Handschuh und seiner Besiedlung von Stämmen der Gemeinen Hasel (Corylus avellana) zurückzuführen.

## Verbreitung
Hypocreopsis rhododendri kommt an den ozeanischen Westküsten von Großbritannien und Irland, in den Atlantischen Pyrénéen in Südwest-Frankreich und in den Appalachen im Osten der Vereinigten Staaten vor.

## Lebensraum
In den Appalachen wurde H. rhododendri ursprünglich an Rhododendron maximum wachsend gefunden, danach auch an Kalmia latifolia und verschiedenen Eichen-Arten.
In Europa findet man H. rhododendri in Atlantischen Haselgebüschen, hauptsächlich an Hasel-Stämmen. Hier wurden nie Funde an Rhododendron-Arten beschrieben.

## Wirte
Obwohl H. rhododendri auf verholzten Sprossachsen vorkommt, fand man heraus, dass es sich nicht um einen holzzerstörenden Pilz handelt, sondern um einen Parasiten des holzzerstörenden Gefelderten Borstenscheiblings (Hymenochaete corrugata).